# Miasta w Zambii
Według danych oficjalnych pochodzących z 2010 roku Zambia posiadała ponad 50 miast o ludności przekraczającej 10 tys. mieszkańców. Stolica kraju Lusaka jako jedyne miasto liczyło ponad milion mieszkańców; 1 miasto z ludnością 500÷1000 tys.; 8 miast z ludnością 100÷500 tys.; 8 miast z ludnością 50÷100 tys.; 7 miast z ludnością 25÷50 tys. oraz reszta miast poniżej 25 tys. mieszkańców.

## Największe miasta w Zambii
Największe miasta w Zambii według liczebności mieszkańców (stan na 16.10.2010):
| L.p. | Miasto      | Prowincja  | Liczba ludności |
| ---- | ----------- | ---------- | --------------- |
| 1.   | Lusaka      | Lusaka     | 1 747 152       |
| 2.   | Kitwe       | Copperbelt | 501 360         |
| 3.   | Ndola       | Copperbelt | 451 246         |
| 4.   | Kabwe       | Centralna  | 202 360         |
| 5.   | Chingola    | Copperbelt | 185 246         |
| 6.   | Mufulira    | Copperbelt | 151 309         |
| 7.   | Livingstone | Southern   | 134 349         |
| 8.   | Luanshya    | Copperbelt | 130 076         |
| 9.   | Chipata     | Wschodnia  | 116 627         |
| 10.  | Kasama      | Północna   | 101 845         |

## Alfabetyczna lista miast w Zambii
(czcionką pogrubioną wydzielono miasta powyżej 1 mln)
- Chama
- Chambishi
- Chavuma
- Chibombo
- Chilanga]
- Chililabombwe
- Chilubi
- Chingola
- Chinsali
- Chipata
- Chirundu
- Choma
- Chongwe
- Chunga
- Isoka
- Itezhi-Tezhi
- Kabompo
- Kabwe
- Kafue
- Kalomo
- Kalulushi
- Kaoma
- Kapiri Mposhi
- Kaputa
- Kasama
- Kasempa
- Katete
- Kawambwa
- Kitwe
- Livingstone
- Luangwa
- Luanshya
- Lukulu
- Lundashi
- Lundazi
- Lusaka
- Luwingu
- Maamba
- Mansa
- Manyinga
- Mazabuka
- Mbala
- Mkushi
- Mongu
- Monze
- Mpika
- Mpongwe
- Mporokoso
- Mpulungu
- Mufulira
- Mufumbwe
- Mulele
- Mumbwa
- Mungwi
- Mwansabombwe
- Mwense
- Mwinilunga
- Nakonde
- Nampundwe
- Namwala
- Nchelenge
- Ndola
- Nyimba
- Petauke
- Samfya
- Senanga
- Serenje
- Sesheke
- Siavonga
- Solwezi
- Zambezi